# Irredentisme in Malta

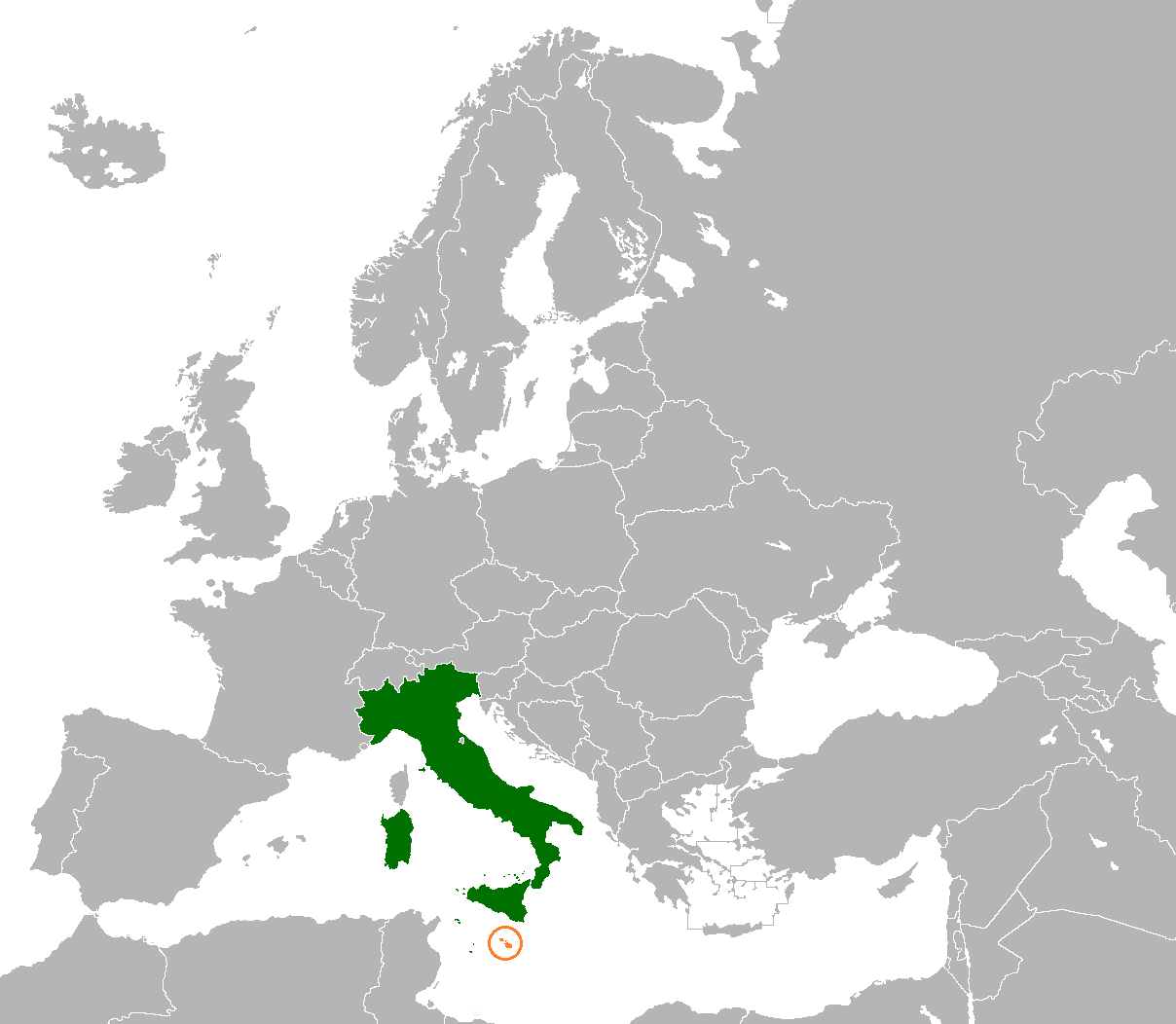
Italië in het groen, Malta in het oranje cirkeltje.

Irredentisme in Malta duidt op het fenomeen irredentisme onder de Italiaanse gemeenschappen in de Republiek Malta. De beweging in de Maltese archipel was zeer actief tot in 1934. Toen verboden de Britten het gebruik van het Italiaans om het verengelsingsproces te voltooien.
De sterke banden met Italië getuigen nog steeds van de Italiaanse invloed op de Maltese taal (die echter een Siculo-Arabisch dialect is), waarvan de gelijkenis met het Italiaans wordt geaccentueerd in de cultureel getinte woorden. Een ander punt van eenheid tussen het eiland en Italië is de aanwezigheid op Malta van veel achternamen van duidelijk Italiaanse afkomst.